# Benjamin Kroll

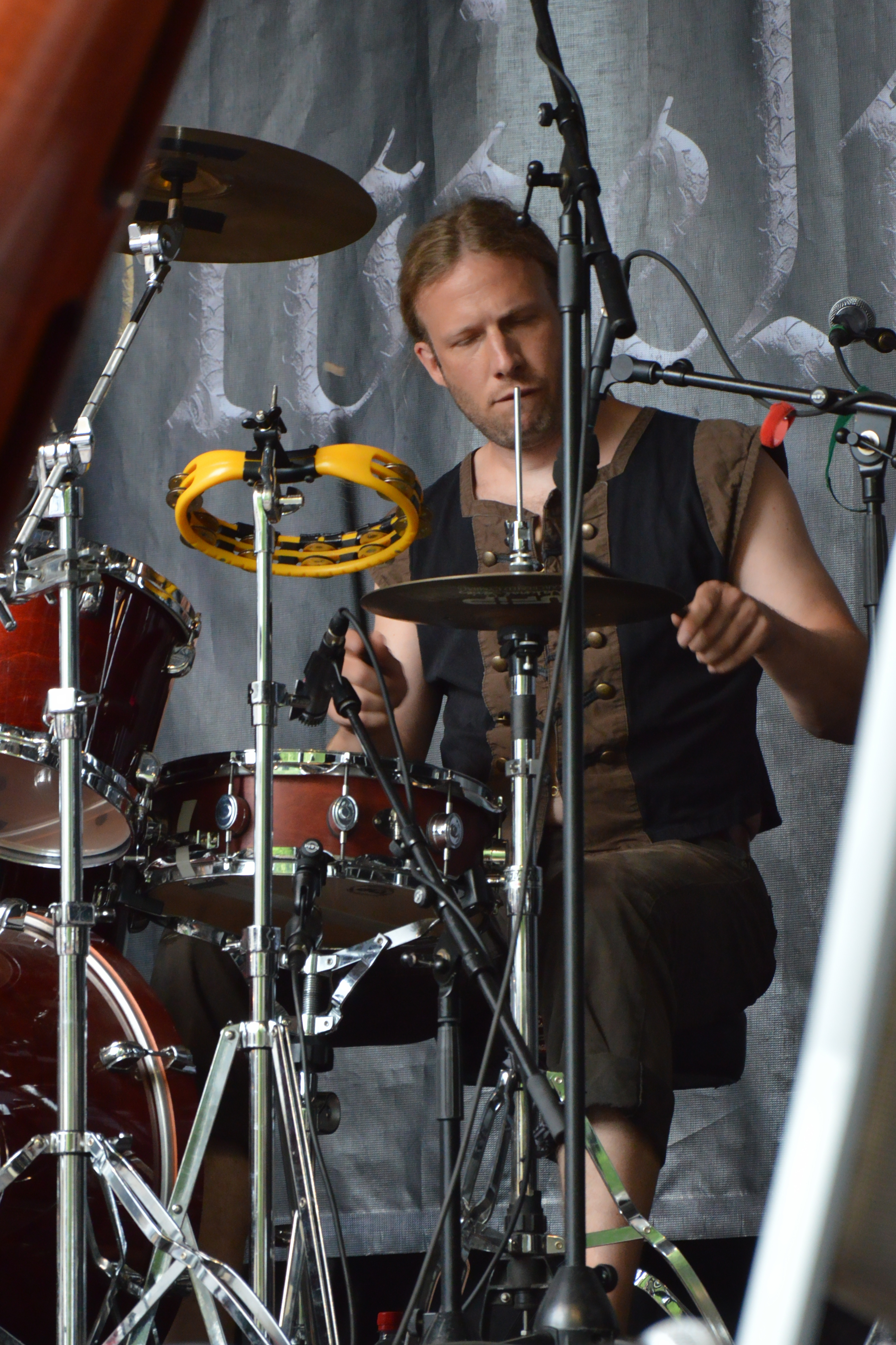
Benjamin Kroll auf dem Burgfolk Festival auf Schloss Broich, 2013.

Benjamin Kroll (* September 1974) ist ein deutscher Schlagzeuger, der derzeit bei den Mittelalter-Rock-Bands Zwielicht und Sava tätig ist.

## Leben
Mit 5 Jahren lernte Kroll Flöte und Klavier zu spielen. Später kaufte er sich ein Schlagzeug und gründete die Punkband Captain Iglo and the moshing Fishstix. 2006 wurde er festes Mitglied der Mittelalterrockband Zwielicht, mit der er 2009 das erste Album Zeitlos aufnahm. 2009 wurde er als Schlagzeuger von Sava, einem von Birgit Muggenthaler-Schmack gegründeten Musikprojekt vorgestellt. Er spielte außerdem in mehreren Rock- und Crossover-Bands.

## Diskographie

### Mit Zwielicht
- 2009: Zeitlos (Otter Records)
- 2011: Das tiefste Ich (Banshee Records)
- 2016: Zwischen den Welten (Banshee Records)